# پیلانا
پیلانا (به انگلیسی PILANA) یک کارخانه تولید ابزارهای برش در جمهوری چک است، که در سال ۱۹۳۴ تأسیس گردید.

## تاریخچه
پیلانا در سال ۱۹۳۴ با تولید تبر و اره دستی و تیغ اره چوب بری فعالیت خود را آغاز نمود و بعد از گذشت ۱۰ سال به یکی از مهم‌ترین صنایع در صنایع برش کاری جهان تبدیل گشت. مؤسس مجموعه پیلانا آقای Studeník بود، که با گذشت ۸۰ سال از خلق مجموعه پیلانا هنوز به عنوان کارآفرین برتر و یکی از تولیدکنندگان نمونه در صنایع برشکاری به نیکی از او یاد می‌شود. شرکت پیلانا با در نظر گرفتن نیاز بازار و ارتباط با صنایع فولاد اروپا در سال ۱۹۶۵ تصمیم به گسترش دادن حوزه تولیدات خود کرد و به تولید انواع تیغ اره‌های نواری و دیسکی منساب صنعت فولاد و چوب بری اقدام نمود، می‌توانیم از شاخص‌ترین محصولات پیلانا به تیغ اره نواری چوب بر و فولادبر، تیغ اره دیسکی چوب بر و اره لنگ اشاره کنیم.

## انواع تیغ اره
تیغ اره‌ها معمولاً بر اساس کارکرد و استفاده حتی متریال برش در دسته‌بندی‌های مختلفی تقسیم‌بندی شده و در دو گروه تیغ اره دیسکی مخصوص صنایع چوب بری و نجاری و تیغ اره نواری مخصوص صنایع برش فولاد، برش درخت، گوشت بری (قصابی) مورد استفاده قرار می‌گیرند.
در خصوص تیغ اره های دیسکی لازم است به این نکته هم اشاره گردد که در این زمینه تیغ اره های دیسکی تنگستن کارباید نیز وجود دارند که در واقع تیغ اره های دیسکی تنگستن کارباید برای برش مواد اهنی و فلزات غیر آهنی به کار می روند.